# Ganadería brava

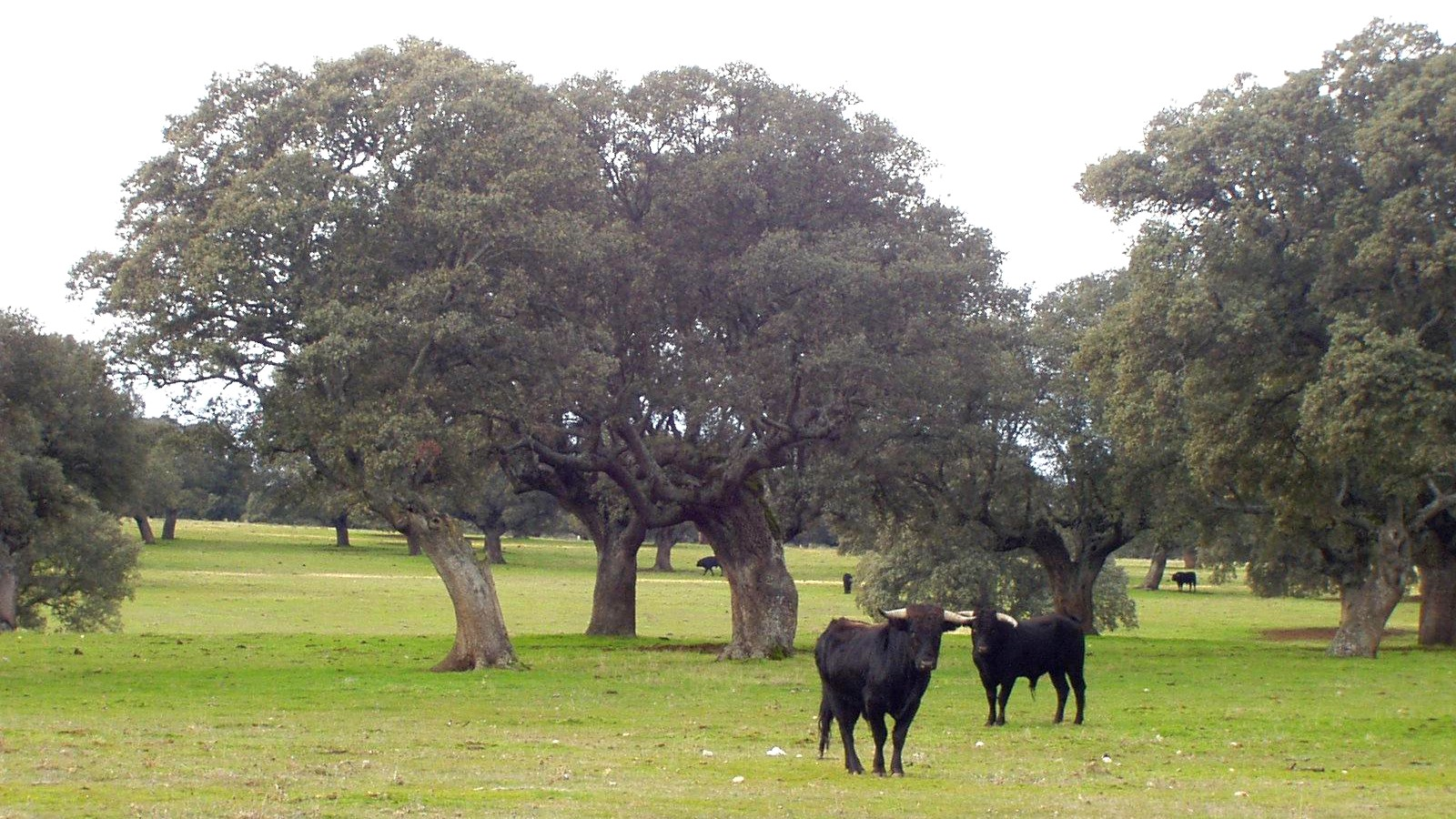
Toros bravos en una ganadería brava o de toros de lidia, en Matilla de los Caños del Río (Salamanca, España).

La ganadería brava es un tipo de explotación agropecuaria extensiva destinada a la crianza de ganado bovino de raza de lidia, popularmente conocido como toro de lidia (bos taurus l.) y que se desarrollan únicamente en países con arraigo y tradición taurina: España, Portugal, Perú, Francia, México, entre otros.
Este tipo de ganaderías se desarrollan en espacios cerrados, denominados fincas,  en los que el toro bravo se cría en condiciones de semilibertad y en régimen de manadas. Este tipo de explotaciones se sitúan, generalmente, en zonas de general despoblación lo que permite que los toros bravos puedan convivir en equilibro con la flora y fauna autóctonas, desarrollando los hábitos propios de su especie e integrándose dentro de cada una de las biocenosis en la que tienen lugar.

## Ganadería brava en España

### Características ecológicas
La ganadería brava en España se cría, mayoritariamente, de forma extensiva en explotaciones conocidas como dehesas y que, en su mayor parte, se encuentran en zonas de desarrollo rural de la península ibérica, formando parte de parques naturales y algunas en parques nacionales como Doñana, Monfragüe o Guadarrama. De esta manera, la crianza del toro bravo contribuye a la conservación del ecosistema, manteniendo alejado la actividad industrial de este tipo de parajes naturales.
Por sus condicionantes culturales, España es el principal país de la Unión Europea en producción de ganado vacuno lo que supone que, actualmente, en la península ibérica se destinen 540 000 hectáreas de dehesa a esta práctica. Es decir, un 20 % del total de las 3 000 000 de hectáreas de dehesa que existen en nuestro país. Un hecho que, según algunos autores, "supone el aprovechamiento sostenible del territorio, y contribuyendo al mantenimiento de población en zonas rurales".
Las ganaderías bravas necesitan grandes extensiones de terreno y un elevado coste de inversión, derivado del ciclo de producción (entre 1 y 5 años) y de las particularidades que se derivan de la metodología de manejo de este tipo de ganado y la creación de instalaciones específicas; además de un personal cualificado y especializado. A pesar de esto, en España existen un total de 927 ganaderías que sostienen 206 385 cabezas de ganado inscritas en el Libro Genealógico de la Raza bovina de Lidia.

##### Alimentación del toro
La alimentación de los toros bravos dentro de una ganadería, por tanto, está supeditada a la pluviometría y a la proximidad con corrientes fluviales y calidad de los suelos. Los pastos que crecen son aprovechados por las reses mediante pastoreo como base de alimentación las cuales se pueden ver suplidas, en caso de carestías, por piensos elaborados con cereales, frutas, verduras o forraje. Algunos autores afirman que el tipo de alimentación condiciona directamente el desarrollo del animal dentro y fuera de la plaza: 
Al toro bravo se le exige, para que pueda ser lidiado, una edad y un peso de acuerdo con el tiempo de explotación. Está claro que la gordura o peso del animal es un factor secundario respecto a su intervención en la bravura. Sin embargo, la alimentación de la res influye sobre el poder, la salud y la constitución normal del toro 

##### Datos de manejo y reproducción
Para la producción o crianza del toro bravo, las ganaderías emplean un equipo profesional experto (ganadero, mayoral, veterinarios) así como animales asilvestrados (caballos, bueyes y perros) que permiten el mejor manejo de los toros y las vacas, bien por dependencias de la finca con motivos zootécnicos (alimentación, reproducción o movilización) o motivos sanitarios (saneamiento, desparasitación, curas, etc.). Según la legislación vigente en España y la Unión Europea, los toros bravos se someten al mismo control sanitario que el resto de explotaciones de vacuno extensivo, garantizando así tanto la salud animal como la calidad de su carne para el posterior consumo humano.
Mientras tanto, las reses conviven en amplios cercados, adaptados a la orografía del lugar, desarrollando su vida al aire libre y en contacto con la naturaleza y el resto de flora y fauna del entorno. Para un mejor manejo, las reses se separan por sexo y por edad, además de por su conformación morfológica. Dependiendo de la finca y la ganadería, los cercados que se emplean son distintos según la temporada o época del año, en función de si hay corrientes fluviales cerca o el tipo de pasto que hay en cada uno de estos cercados. 
La reproducción del toro bravo se basa en un sistema de monta natural por parte de toros hacia las vacas, separándolas en lotes de cubrición. Para ello, el ganadero tiene en cuenta los libros propios de la ganadería donde, de acuerdo con la genética, selecciona sementales y vacas cubridoras para relacionarlas entre sí, procurando que los productos que ajusten lo más posible a sus criterios de reproducción y que permitan conservar las características y comportamiento de sus reses durante la lidia.

##### La selección en la crianza
La ganadería, de acuerdo con sus características zootécnicas y morfológicas, busca la creación y conformación de un tipo de toro, que responda en su comportamiento a los requisitos de la lidia en la plaza de toros. Así, además de los criterios a la hora de la cubrición y la reproducción - emparejando sementales y vacas afines en su reata o familia de procedencia - en la plaza de tientas se seleccionan a las hembras de cada camada y a ciertos machos simulando las fases de la lidia: toreo de capote, tercio de varas y  toreo de muleta. 
En caso de duda, o al paso de los años, aquellas vacas que hayan superado la fase de selección pueden ser sometidas a una retienta, normalmente a campo abierto. Lo mismo que los machos, que son seleccionados, en algunos casos, no en la plaza de tientas sino mediante el ejercicio ecuestre del acoso y derribo; pasando, posteriormente, de superar la selección a la plaza de tientas para ser lidiados.

#### Variedad morfológica del toro bravo
Según varios autores, el toro de lidia es un gran ejemplo de biodiversidad puesto que presenta una gran riqueza genética, derivada de sus múltiples tipos morfológicos - también conocidos como encastes - que definen a cada uno de estos grupos y que permite diferenciarlos del resto gracias a sus respectivos fenotipos.
Aunque el toro de lidia procede del bos taurus, a lo largo de los siglos en España ha experimentado una gran evolución. Primeramente a través de lo que la historiografía taurina ha denominado como castas fundacionales y de las cuales se han derivado subgrupos (encastes), con particularidades propias y los cuales, a su vez, interrelacionándose entre sí, han arrojado unos nuevos. 

#### Bienestar animal

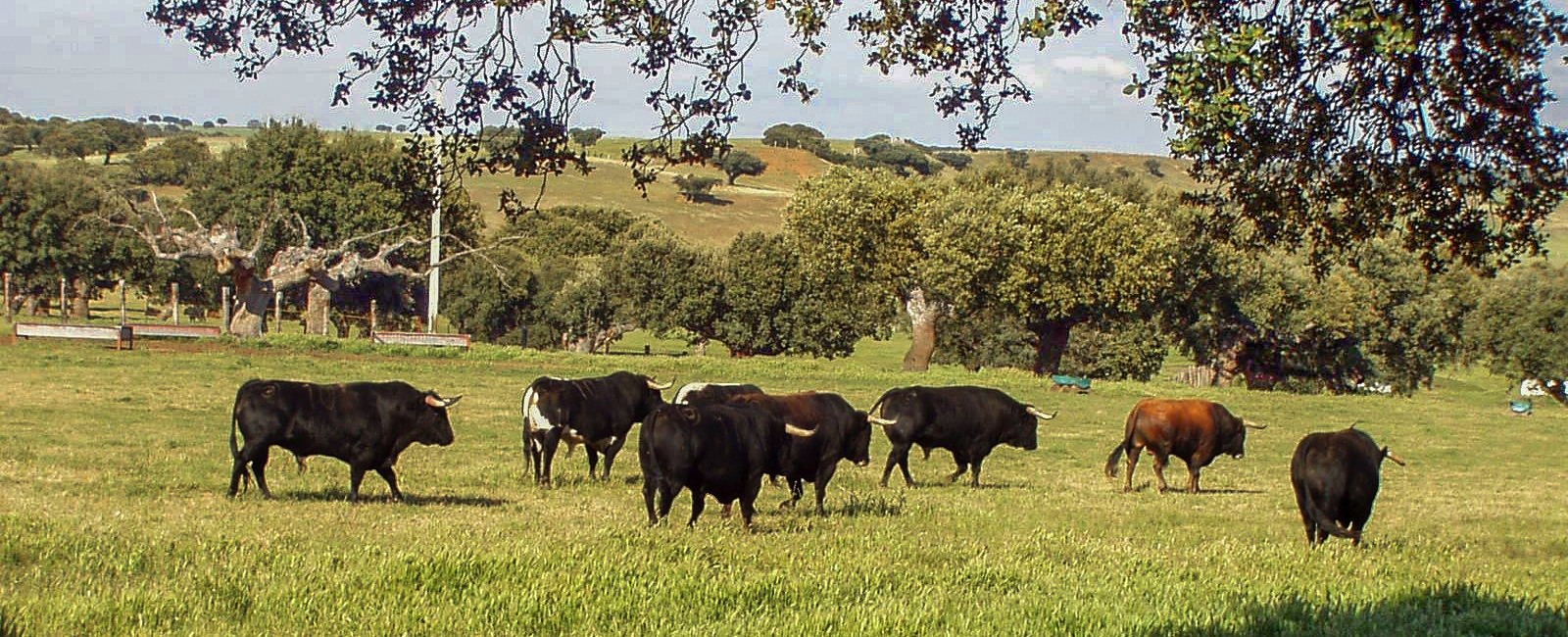
Ganadería brava en una dehesa del Campo Charro, Salamanca, donde pueden verse los toros de lidia.

La ganadería de toros bravos ha estado caracterizada por la crianza de las reses en estado de semilibertad. Un hecho que, con respecto a las explotaciones agropecuarias de tipo estabular, han granjeado una impresión positiva sobre el modo en el que viven los toros bravos: 
En el campo, los ojos del toro tienen toda la dulzura y tranquilidad del justo. Un toro en la dehesa es un bienaventurado. Yo no sé la razón, pero nunca he visto un toro paciendo ó rumiando, que tanto monta, que no me haya venido á la memoria el arca de Noé, en donde yo he creído siempre que los animales alli contenidos observaron una conducta irreprensible, sin atreverse ninguno á decir esta boca es mia.
En la actualidad, el bienestar animal del toro de lidia se garantiza por medio de la aplicación de la normativa española, europea e internacional; además de los nuevos protocolos como el Welfare Quality, que establece que el bienestar se garantiza mediante cuatro principios: buen alojamiento, buena alimentación, buena salud y comportamiento apropiado.
Investigaciones recientes en la Universidad Complutense de Madrid han desarrollado claramente cuál es el protocolo de las ganaderías de toros de lidia para garantizar el bienestar animal entre las reses que se crían.

#### Libro Genealógico de la Raza Bovina de Lidia
El Ministerio de Agricultura español aprobó en 1990 la creación de un documento conocido como el Libro Genealógico de la Raza Bovina de Lidia con el objetivo de preservar la crianza del toro bravo y adaptarse a la normativa común europea en materia de explotaciones ganaderas. Por esta razón, las cuatro asociaciones ganaderas que existen en España dedicadas al toro bravo trabajan, de acuerdo con la orden ministerial para: 
- Asegurar la pureza étnica de la raza de lidia y su selección.
- Estimular y orientar la mejora de la misma.
- Organizar y mantener actualizados los registros de las ganaderías inscritas, así como dar fe del contenido de los mismos.
- Favorecer el progreso de la raza de lidia.

Igualmente, y desde 2015, las cuatro asociaciones ganaderas - Unión de Criadores de Toros de Lidia, Asociación de Ganaderías de Lidia, Agrupación Española de Ganaderos de Reses Bravas de Ganaderos de Lidia Unidos - han conformado la FEDELIDIA, una federación conjunta donde están representados todos los profesionales ganaderos del sector con la finalidad de poner en valor la producción cárnica del toro bravo y dar a conocer "las virtudes de una carne con arraigo ancestral a la cultura gastronómica de nuestro país y que posee cualidades claramente diferenciales desconocidas por muchos consumidores".

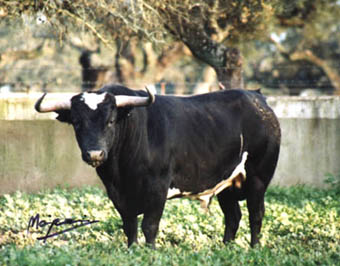
Toro de encaste "Vega-Villar", de origen Vistahermosa y Vazqueño (casta andaluza)

### Historia
La cría del toro bravo en España es tan antigua como los espectáculos taurinos celebrados en nuestro país: bien como espectáculo de masas o bien como entrenamiento militar. Así,la tradición arranca en la Edad Media, cuando en el año 1100 se tiene constancia de la primera vez "que se corrieron toros en fiestas públicas".
Hubo toros también durante el siglo XII cuando, en Saldaña  (Palencia), se celebró una corrida de toros con motivo de las nupcias entre Alfonso VII de León y Berenguela de Barcelona y también entre los reinos musulmanes del sur de España; puesto que el rey Muhammad XII de Granada alanceó toros públicamente en la Plaza de Bibrrambla de Granada procedentes de la Serranía de Ronda (Málaga).
Durante la Edad Moderna se tiene constancia de la existencia de ganaderías propiamente dichas y en la que consta, en algunos casos, su ubicación exacta e incluso el nombre del propietario. Entre las más destacadas, por su singularidad, debió estar la que regentó el rey Felipe IV cuyos toros se lidiaron en 1623 en Madrid con motivo de "las fiestas dedicadas al príncipe de Gales". Pero también las que hubo en Madrid, Salamanca, Ciudad Real o Toledo, donde se cuentan más de diez ganaderías distintas.

No será hasta el siglo XVIII, con la aparición de la tauromaquia moderna cuando los ganaderos se dediquen a criar toros seleccionándolos de acuerdo con las necesidades de la lidia; buscando características concretas en su comportamiento y en su aspecto externo. Será entonces cuando nazcan lo que la historiografía ha denominado como castas fundacionales; de los cuales derivan los diferentes encastes que existen: 
Los distintos encastes se han formado a través de la selección realizada a partir de las castas fundacionales de procedencia, o a partir de diversos cruzamientos entre castas o encastes del mismo tronco, habiéndose extinguido en la actualidad muchos de ellos. De estos encastes y de sus cruzamientos proceden la mayoría de las ganaderías que han llegado a nuestros días, si bien están en continua evolución, y por tanto sujetos a cambios en su morfología.

#### Castas fundacionales y encastes
La historiografía taurina establece diferencias a la hora de agrupar las castas fundacionales: nueve (castellana, jijona, de la tierra, navarra, vistahermosa, cabrera, gallardo, vazqueña y vega-villar), siete (morucho-castellana, cabrera, navarra, gallardo, jijona, vazqueña y vistahermosa) o la más reciente que las agrupa en tres: andaluza, castellana y navarra.

##### Casta andaluza
- Casta Cabrera (encaste Miura). Presentan encornaduras bastante desarrolladas, gruesas en su base y que se insertan por detrás de la línea de prolongación de la nuca en el frontal. A pesar de su tamaño no gozan de una buena conformación desde el punto de vista cárnico y presentan variedad de pintas, predominando los negros, cárdenos, castaños, colorados y con menor frecuencia sardos y salineros.
- Casta Gallardo (encaste Pablo-Romero). Los ejemplares de gran desarrollo óseo y finos de piel. con cabeza corta y encornaduras en gancho tienen una longitud media y armónica. Las pintas características son el cárdeno, en todas sus variantes, y el negro.
- Casta Vazqueña. Son reses de talla media, anchas y con la piel un poco más gruesa que el conjunto de los ejemplares de la raza de lidia. Las extremidades son gruesas y más bien cortas, encornaduras con buen grado de desarrollo. Los ejemplares pertenecientes a esta casta Vazqueña destacan principalmente por su variedad de pelajes, dándose todos los grupos de pintas presentes en la raza de lidia (ensabanados, jaboneros, melocotones, colorados, castaños, tostados, cárdenos, sardos, salineros, berrendos y negros). Derivados directamente de la casta Vazqueña, subsisten en la actualidad dos líneas, la de «Concha y Sierra», más cornalones y cornialtos; y la de «Veragua», con encornaduras en gancho y de menor longitud, cuyo último testimonio se encuentra en la ganadería de Prieto de la Cal.Toros de la ganadería de Baltsar Ibán (procedencia Vistahermosa, por línea del encaste Contreras

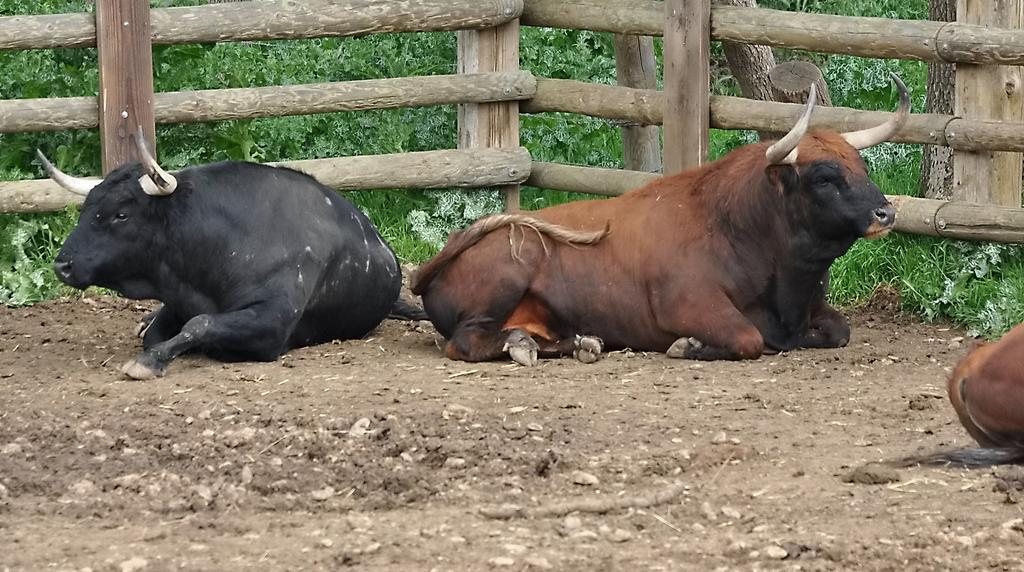
Toros de la ganadería de Baltsar Ibán (procedencia Vistahermosa, por línea del encaste Contreras

- Casta Vistahermosa. Consta de los siguientes encastes:
  - Encaste Murube-Urquijo: las reses tienen gran volumen corporal, con cabeza grande, carifoscos, destacando perfil cefálico subconvexo o recto, con hocico chato y ancho. Predominan las encornaduras brochas o en corona, de desarrollo medio, de coloración blanquecina o negruzca.
  - Encaste Contreras: Ejemplares bien enmorrillados, bajos de agujas y cerca de tierra. Suelen ser brevilíneos y elipométricos, presentando cierta variedad de perfiles, que generalmente son rectos o subcóncavos. Poco desarrollo de cuernos cornidelanteros o ligeramente veletos. Se caracterizan por la presencia de pintas negras, coloradas, castañas y tostadas acompañadas por los accidentales más comunes (bragado, meano, listón, ojinegro, bociclaro y bocidorado) y siendo muy característico el salpicado.
  - Encaste Saltillo: reses de talla y peso medios. Predominan perfiles rectos y ocasionalmente subconvexos y subcóncavos. La cabeza es estrecha de sienes y alargada (cariavacados), presenta encornaduras dirigidas hacia delante y hacia arriba (veletos, cornivueltos y cornipasos), aunque de longitud corta y poca proporción de pitones.
  - Encaste Santa Coloma: creado este encaste mediante la fusión de dos líneas puras procedentes de la casta Vistahermosa, la «Ibarra» y la «Saltillo». Se corresponde con un prototipo elipométrico, subcóncavo y brevilíneo. Son animales terciados, pero de conjunto armónico, de esqueleto y piel finos. Las pintas típicas son principalmente cárdenas y negras, dándose en menor medida tostadas y berrendas (en negro y en cárdeno). Las pintas castañas y coloradas aparecen de forma excepcional. Los accidentales más frecuentes son el entrepelado y aquellos en forma de manchas blancas (careto, lucero, estrellado, jirón, aldiblanco, bragado, meano, calcetero, coliblanco y rebarbo). Dentro de este encaste existen tres líneas de origen común: Buendía, Graciliano Pérez-Taberneto y Coquilla.
  - Encaste Albaserrada: derivado directamente de Saltillo y de Santa Coloma. Las características morfológicas son similares en su mayoría a las del encaste Saltillo, aunque pueden variar los perfiles y aparecer con más frecuencia reses acarneradas. La cabeza es estrecha, alargada y termina con frecuencia de forma acuminada (hocico de rata). El cuello es largo y con poco morrillo, son degollados. La inserción de la cabeza en el cuello es a menudo brusca, en forma de golpe de hacha. Los ejemplares actuales de Albaserrada tienen, asimismo, mayor tamaño y peso que en su origen, y presentan encornaduras más desarrolladas y ofensivas. Las pintas son cárdenas en todas sus variantes y negras con predominio de entrepelados, y como accidentales frecuentes presenta el bragado, meano, axiblanco y mulato.
  - Encaste Urcola: tienen talla y peso medios y los perfiles son predominantemente rectos, dándose algunos subcóncavos. Los ejemplares presentan encornaduras desarrolladas y dirigidas a veces hacia fuera (corniabiertos y playeros), aunque también se dan animales cornidelanteros y bien encornados. El cuello es más bien corto y el morrillo muy prominente. Son característicamente aleonados (con mayor desarrollo del tercio anterior) y con la línea dorso-lumbar ensillada. Con frecuencia presentan el vientre abultado, la grupa es amplia y las extremidades ligeramente cortas. Presentan un predominio de pintas negras, coloradas y castañas, destacando la presencia del melocotón. Sus accidentales más característicos son el listón, el chorreado y el lombardo.
  - Encastes derivados de Parladé:
    - Gamero-Cívico, con ejemplares tienen talla media, perfil recto y se trata de animales largos, bajos de agujas, hondos, bastos de lámina con mucha papada y badana y de tipo aleonado, con cuartos traseros algo derribados y grupa almendrada.
    - Encaste Pedrajas: mediolíneos, con perfiles rectos o ligeramente cóncavos y tendentes a la eumetría y sus pintas son predominantemente negras, pero también pueden darse ejemplares castaños, colorados y tostados.
    - Conde de la Corte: toros finos de cabos, de altura media, buen morrillo, abundante papada y badana, aleonados, con tercio posterior poco desarrollado, gran desarrollo de defensas, muy astifinos, de dirección muy variable, desde cornidelanteros y veletos a playeros y cornivueltos. Pintas negras castañas y, menos frecuentes, coloradas. Como accidentales más frecuentes presentan listón, bragado, meano, gargantillo, salpicado, jirón, burraco, chorreado y ojo de perdiz.
    - Atanasio Fernández: reses altas de agujas, con gran desarrollo del tercio anterior, dándose los tipos aleonados, ensillados, plantados de atrás y de delante, zanquilargos, de gran papada, el morrillo poco desarrollado, buena encornadura con característicos veletos, y astiblancos.
    - Juan Pedro Domecq: el encaste más fino de hechuras de los derivados de «Parladé». Bajos de agujas, finos de piel y de proporciones armónicas; bien encornados, con desarrollo medio, y astifinos, pudiendo presentar encornaduras en gancho. Sus pintas son negras, coloradas, castañas, tostadas y, ocasionalmente, jaboneras y ensabanadas, estas últimas por influencia de la casta vazqueña. Entre los accidentales destaca la presencia del listón, chorreado, jirón, salpicado, burraco, gargantillo, ojo de perdiz, bociblanco y albardado, entre otros. En la línea de Osborne son muy peculiares las pintas ensabanadas, con accidentales característicos como el mosqueado, botinero, bocinegro, etc.
    - Núñez: reses terciadas, bajas de agujas, finas de piel. En la cabeza destacan las encornaduras finas desde la cepa y de bastante longitud, acapachadas con frecuencia, y con pitones destacados. A veces suelen insertarse en posiciones altas, presentando todo tipo de encornaduras en cuanto a su dirección, en que abundan los animales bizcos. El cuello es más bien largo, el morrillo está bien desarrollado. La línea dorso-lumbar puede ser ensillada, y tienen la grupa redondeada, con nacimiento de la cola ligeramente levantado y las extremidades son cortas. Predominan las pintas negras, coloradas en toda su variedad, castañas y tostadas, dándose también cárdenas y ensabanadas. Ocasionalmente aparecen algunas sardas y salineras. Los accidentales más destacables que acompañan a dichos pelajes son el listón, el chorreado, el jirón, el salpicado, ojo de perdiz, bociblanco y lavado, siendo muy típicas las particularidades en forma de manchas blancas.
    - Torrestrella: encaste creado mediante cruce con diferentes procedencias entre las que destacan Juan Pedro Domecq y Núñez.

##### Casta Navarra
Una de las castas fundacionales de mayor trascendencia durante la Edad Moderna y que mantuvo su auge hasta el siglo XIX, cuando empezó a decaer en favor de otro tipo de castas, más favorables al nuevo tipo de lidia que se estaba poniendo en boga. Como indica su nombre, los toros de esta casta se criaron en las tierras de la Comunidad Foral de Navarra y también en Aragón.
Gracias al esfuerzo de algunos ganaderos y aficionados están empezando a recuperarse las características de aquellos antiguos toros, cuyo prototipo era  elipométrico, subcóncavo y marcadamente brevilín; con ejemplares aleonados y muy carifoscosj, con ojos muy saltones y las encornaduras acarameladas, cortas de desarrollo y apuntando hacia arriba (veletos, cornivueltos y cornipasos). Los pelajes característicos son el colorado, en todas sus variantes, el castaño y, en menor medida, el negro.
En la actualidad existen en Navarra famosos ganaderos de reses bravas, siendo conocidos, entre otros, Martínez Elizondo, Moreno, Aguirre, Macua, etc.

##### Casta Castellana
- Jijón, Jijona o Gijón: se trata de una casta prácticamente desaparecida y que tuvo su origen en el siglo XVI en Villarrubia de los Ojos (Ciudad Real), con presencia también en otras partes de Castilla-La Mancha como  Ciudad Real, Colmenar Viejo y Ribera del Jarama (Madrid). Se trata de toros de pelaje colorado y castaño.

- Morucho-Castellana: el origen de estos toros se relacionan con la ganadería de Raso del Portillo que desde el siglo XVI se asentaba en la provincia de Valladolid. Se trataba de toros negros, listones, resistentes al caballo y de comportamiento noble. Asimismo, se distingue el ganado de origen morucho, una de las castas castellanas desaparecidas desde 1930, y que se desarrolló en la provincia de Salamanca y parte de la Sierra de Guadarrama. No se trataba de toros de grandes condiciones para la lidia, con cabeza descarnada, de poca carne; con cuernos largos, retorcidos con dirección hacia arriba y hacia atrás; ojos saltones y vivos, de temperamento nervios; morro blanco o cenizo; y pelo negro listón y bragado.

## Ganadería brava en Portugal

### Historia
El desarrollo de la tauromaquia en Portugal está ligada a la evolución de los espectáculos taurinos en toda la Península por lo que la cría del toro bravo "se remonta a los bóvidos autóctonos que registraban índices de agresividad, rebeldía, resistencia a a fórmulas convencionales de manipulación". Sánchez Vigil, en su edición de El Cossio, engloba a la crianza y selección del toro bravo en Portugal dentro de la denominación de "casta exótica": un cruce entre ganado de casta andaluza (Cabrera, Vazqueña y Vistahermosa) con reses autóctonas, similares a las gallegas, de gran volumen y encornadura.
Actualmente, buena parte de las ganaderías francesas, para poder lidiar tanto en España como en Francia, están integradas dentro de las diferentes asociaciones ganaderas que existen, especialmente en la Unión de Criadores de Toros de Lidia, en la que hay hasta doce hierros registrados. Aunque, dentro de la Associação Portuguesa de Criadores de Toiros de Lide existen hasta un total de 96 ganaderías.
La cría de ganado bovino estuvo relacionado directo con el consumo de carne pero también con la celebración de festejos tanto por parte de la aristocracia como por parte de las clases populares.

#### Castas y encastes portugueses
Según Vasco Lucas, la mayoría de las ganaderías portuguesas que se dedican a la crianza del toro bravo tienen entre sus reses una fuente genética de la casta andaluza, especialmente de Vistahermosa por la línea de Paraldé. Sin embargo se conservan aún restos de lo que fue la primigenia casta lusa, concretamente en las ganaderías de Vaz Monteiro, José Días y Albino Fernández.
De estas tres ganaderías, autores como Falcón reconoce cómo el hierro de Vaz Monteiro, regentado, por Rita Vaz Cabrerira, es la que un mayor porcentaje de sangre portuguesa tiene. Unos toros de cabos finos, de poco peso, descargados de pitones y variados en su pelaje, en los que predominan negros y cárdenos con diferentes accidentes.

## Ganadería brava en Francia
En Francia, la cría del toro bravo está relacionada con el paisaje de la Camarga (Provenza-Alpes-Costa Azul), Languedoc (Occitania) y el Rosellón (Occitania), donde existe una gran tradición y arraigo a los festejos taurinos, tanto reglados como las corridas de toros como aquellos de un claro carácter popular. Actualmente, en el país galo las ganaderías están inscritas dentro de la Asociación de ganaderos franceses de toros de lidia (Association des éleveurs français de taureaux de combat), en la que hay registrados treinta y dos hierros diferentes.